# Сименс (единица измерения)
Си́менс (русское обозначение: См; международное обозначение: S) — единица измерения электрической проводимости в Международной системе единиц (СИ), величина, обратная ому. По определению сименс равен электрической проводимости проводника (участка электрической цепи), сопротивление которого составляет 1 Ом. 
Через другие единицы измерения СИ сименс выражается следующим образом:
{\displaystyle {\mbox{См}}={\dfrac {\mbox{1}}{\mbox{Ом}}}={\dfrac {\mbox{А}}{\mbox{В}}}={\dfrac {{{\mbox{А}}^{2}}\cdot {\mbox{с}}^{3}}{{\mbox{кг}}^{\cdot }{\mbox{м}}^{2}}}.}
В соответствии с правилами СИ, касающимися производных единиц, названных по имени учёных, наименование единицы сименс пишется со строчной буквы, а её обозначение  — с заглавной.
Единица названа в честь немецкого учёного и предпринимателя Вернера фон Сименса. Наименование «сименс» для единицы электрической проводимости в СИ принято XIV Генеральной конференцией по мерам и весам в 1971 году.
Раньше применялось название мо (англ. mho), представляющее собой прочитанное назад слово «ом» (ohm); обозначалось перевёрнутой буквой Ω: {\displaystyle \mho } (в Юникоде U+2127, ℧).
До Второй мировой войны (в СССР до 1960-х годов) сименсом называлась единица электрического сопротивления, соответствующая сопротивлению столба ртути длиной 1 м и диаметром 1 мм при 0 °C. Она соответствует примерно 0,9534 Ом. Эта единица была введена Сименсом в 1860 году и конкурировала с омом, который был окончательно выбран в качестве единицы сопротивления на Всемирном конгрессе электротехников в 1881 году. Тем не менее сименс как единица сопротивления  широко использовался связистами во всём мире до середины XX века.

## Кратные и дольные единицы
Десятичные кратные и дольные единицы образуют с помощью стандартных приставок СИ.
| Кратные                                               | Кратные      | Кратные     | Кратные     | Дольные  | Дольные      | Дольные     | Дольные     |
| величина                                              | название     | обозначение | обозначение | величина | название     | обозначение | обозначение |
| ----------------------------------------------------- | ------------ | ----------- | ----------- | -------- | ------------ | ----------- | ----------- |
| 101 См                                                | декасименс   | даСм        | daS         | 10−1 См  | децисименс   | дСм         | dS          |
| 102 См                                                | гектосименс  | гСм         | hS          | 10−2 См  | сантисименс  | сСм         | cS          |
| 103 См                                                | килосименс   | кСм         | kS          | 10−3 См  | миллисименс  | мСм         | mS          |
| 106 См                                                | мегасименс   | МСм         | MS          | 10−6 См  | микросименс  | мкСм        | µS          |
| 109 См                                                | гигасименс   | ГСм         | GS          | 10−9 См  | наносименс   | нСм         | nS          |
| 1012 См                                               | терасименс   | ТСм         | TS          | 10−12 См | пикосименс   | пСм         | pS          |
| 1015 См                                               | петасименс   | ПСм         | PS          | 10−15 См | фемтосименс  | фСм         | fS          |
| 1018 См                                               | эксасименс   | ЭСм         | ES          | 10−18 См | аттосименс   | аСм         | aS          |
| 1021 См                                               | зеттасименс  | ЗСм         | ZS          | 10−21 См | зептосименс  | зСм         | zS          |
| 1024 См                                               | йоттасименс  | ИСм         | YS          | 10−24 См | иоктосименс  | иСм         | yS          |
| 1027 См                                               | роннасименс  | РнСм        | RS          | 10−27 См | ронтосименс  | рнСм        | rS          |
| 1030 См                                               | кветтасименс | КвСм        | QS          | 10−30 См | квектосименс | квСм        | qS          |
| рекомендовано к применению применять не рекомендуется |              |             |             |          |              |             |             |